# Chibed
Chibed é uma comuna romena localizada no distrito de Mureș, na região histórica da Transilvânia. A comuna possui uma área de 37.19 km² e sua população era de 1721 habitantes segundo o censo de 2007.